# Cranellus
Cranellus – rodzaj kosarzy z podrzędu Laniatores i rodziny Manaosbiidae.

## Występowanie
Przedstawiciele rodzaju występują na wyspach archipelagu Małych Antyli.

## Systematyka
Opisano dotąd zaledwie 2 gatunki z tego rodzaju:
- Cranellus balthazar Roewer, 1932
- Cranellus montgomeryi Goodnight & Goodnight, 1947